# Берасалусе, Хавьер
Хавьер Берасалусе Маркиги (4 января 1931 — 8 февраля 2022) — испанский футболист, который играл на позиции вратаря, в том числе за «Реал Мадрид» во второй половине 50-х годов.

## Биография
Хавьер Берасалус в детстве получил образование в церковной школе Салезианцев в Деусто. Стал заниматься футболом в молодёжном составе «Реал Сосьедад». Профессиональную карьеру он начал в «Алавесе», куда перешёл в возрасте 20 лет.
В период с 1951 по 1955 год он играл за «Алавес», после чего перешёл в «Реал». Вместе с клубом выиграл пять Кубков европейских чемпионов подряд, однако основным вратарём команды в тот период был Хуан Алонсо. В последние два сезона с клубом Берасалусе не сыграл ни одного матча.
Позже перешёл в «Расинг Сантандер», где в 1963 году завершил карьеру футболиста.
Вместе с супругой Маргаритой Баджо воспитал пятерых детей. Умер 8 февраля 2022 года в возрасте 91 года.